# Ecnomina lamingtonensis
Ecnomina lamingtonensis là một loài Trichoptera trong họ Ecnomidae. Chúng phân bố ở miền Australasia.